# Cantón Manta
El cantón Manta es una entidad territorial subnacional ecuatoriana, de la Provincia de Manabí. Su cabecera cantonal es la ciudad de Manta, lugar donde se agrupa gran parte de su población total.

## Geografía
Manta tiene una extensión de 309km2. Sus límites son:
- Al Norte y Oeste con el Océano Pacífico.
- Al sur con el cantón Montecristi.
- Al este con los cantones Montecristi y Jaramijó.

## Gobierno y política
Territorialmente, la ciudad de Manta está organizada en cinco parroquias urbanas, mientras que existen 2 parroquias rurales con las que complementa el área total del Cantón Manta. El término "parroquia" es usado en el Ecuador para referirse a territorios dentro de la división administrativa municipal.
La ciudad de y el cantón Manta, al igual que las demás localidades ecuatorianas, se rige por una municipalidad según lo previsto en la Constitución de la República. El Gobierno Autónomo Descentralizado Municipal de Manta, es una entidad de gobierno seccional que administra el cantón de forma autónoma al gobierno central. La municipalidad está organizada por la separación de poderes de carácter ejecutivo representado por el alcalde, y otro de carácter legislativo conformado por los miembros del concejo cantonal.
La Municipalidad de Manta, se rige principalmente sobre la base de lo estipulado en los artículos 253 y 264 de la Constitución Política de la República y en la Ley de Régimen Municipal en sus artículos 1 y 16, que establece la autonomía funcional, económica y administrativa de la Entidad.

### Alcaldía
El poder ejecutivo de la ciudad es desempeñado por un ciudadano con título de Alcalde del Cantón Manta, el cual es elegido por sufragio directo en una sola vuelta electoral sin fórmulas o binomios en las elecciones municipales. El vicealcalde no es elegido de la misma manera, ya que una vez instalado el Concejo Cantonal se elegirá entre los ediles un encargado para aquel cargo. El alcalde y el vicealcalde duran cuatro años en sus funciones, y en el caso del alcalde, tiene la opción de reelección inmediata o sucesiva. El alcalde es el máximo representante de la municipalidad y tiene voto dirimente en el concejo cantonal, mientras que el vicealcalde realiza las funciones del alcalde de modo suplente mientras no pueda ejercer sus funciones el alcalde titular.
El alcalde cuenta con su propio gabinete de administración municipal mediante múltiples direcciones de nivel de asesoría, de apoyo y operativo. Los encargados de aquellas direcciones municipales son designados por el propio alcalde. 

### Concejo cantonal
El poder legislativo de la ciudad es ejercido por el Concejo Municipal de Manta el cual es un pequeño parlamento unicameral que se constituye al igual que en los demás cantones mediante la disposición del artículo 253 de la Constitución Política Nacional. De acuerdo a lo establecido en la ley, la cantidad de miembros del concejo representa proporcionalmente a la población del cantón.
Manta posee 11 concejales, los cuales son elegidos mediante sufragio (Sistema Webster) y duran en sus funciones cuatro años pudiendo ser reelegidos indefinidamente. De los once ediles, 10 representan a la población urbana mientras que uno representan a las dos parroquias rurales. El alcalde y el vicealcalde presiden el concejo en sus sesiones. Al recién instalarse el concejo cantonal por primera vez los miembros eligen de entre ellos un designado para el cargo de vicealcalde de la ciudad.

## Organización territorial
El cantón se divide en parroquias que pueden ser urbanas o rurales y son representadas por las Juntas Parroquiales ante el Municipio de Manta.
Parroquias Urbanas
- Los Esteros
- Manta
- San Mateo
- Eloy Alfaro
- Tarqui

Parroquias Rurales
- San Lorenzo
- Santa Marianita (Boca de Pacoche)